# Cronologia della seconda guerra mondiale (1945)
Questa cronologia della seconda guerra mondiale contiene gli eventi militari, politici e diplomatici inerenti alla seconda guerra mondiale e fatti collegati, dal 1º gennaio al 31 dicembre 1945.

## 1945

### Gennaio
- 1º gennaio - Controffensiva tedesca in Alsazia (Operazione Nordwind).
- 1º gennaio - Controffensiva tedesca in Ungheria per cercare di sbloccare Budapest (Operazione Konrad).
- 1º gennaio - Attacco in massa della Luftwaffe contro i campi di volo alleati in Europa nord-occidentale (Operazione Bodenplatte).
- 3 gennaio - Inizio della controffensiva alleata sul fronte delle Ardenne.
- 6 gennaio - L'ELAS (comunista) evacua Atene dopo scontri con i britannici.
- 12 gennaio - Fronte orientale: l'Armata Rossa comincia la grande offensiva generale sul fronte della Vistola e in Prussia orientale.
- 12 gennaio - Le truppe statunitensi si attestano sul Reno.
- 13 gennaio - Ungheria: i sovietici arrestano Raoul Wallenberg.
- 13 gennaio - In Jugoslavia i tedeschi si attestano sulla linea Mostar-Višegrad-Drina.
- 16 gennaio - Battaglia di Kielce e crollo delle difese tedesche in Polonia
- 16 gennaio - Gli Alleati rientrano a Houffalize, nel saliente delle Ardenne.
- 17 gennaio - Varsavia viene occupata dall'Armata Rossa; vi si insedia subito il filo-sovietico Comitato di Lublino.
- 17 gennaio - I tedeschi cominciano ad evacuare il campo di concentramento di Auschwitz.
- 18 gennaio - Nuovo tentativo tedesco di sbloccare la guarnigione di Budapest accerchiata dalle truppe sovietiche.
- 19 gennaio - Sconfitta delle truppe americane a Herrlisheim, durante l'operazione Nordwind
- 20 gennaio - L'Ungheria firma un armistizio con gli Alleati.
- 21 gennaio - Truppe anglo-indiane iniziano la riconquista della Birmania. Successivamente gli Alleati occupano le Filippine.
- 27 gennaio - Entrata dell'Armata Rossa nel campo di sterminio di Auschwitz, abbandonato dai tedeschi da 10 giorni.
- 29 gennaio - L'Armata Rossa raggiunge la linea dell'Oder, a 80 km da Berlino.
- 30 gennaio - La Wilhelm Gustloff con più di 10.000 soldati tedeschi e civili fuggiti da Gotenhafen viene affondata dal sottomarino sovietico S-23. Più di 9.300 uomini annegano nel mar Baltico.
- 31 gennaio - Stati Uniti: Eddie Slovik viene fucilato per diserzione, la prima esecuzione per diserzione dai tempi della Guerra di secessione americana.

### Febbraio

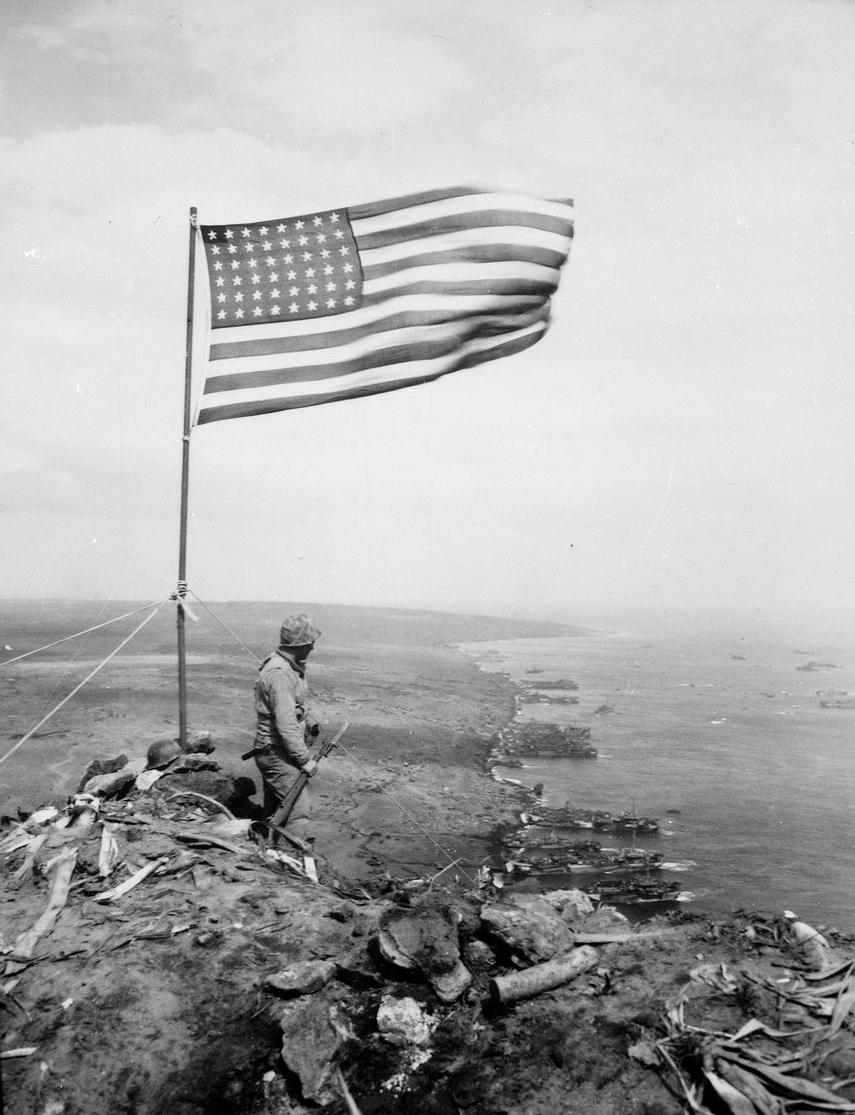
Al termine della battaglia di Iwo Jima la bandiera a stelle e strisce sventola sul Monte Suribachi.

- 3 febbraio - L'Unione Sovietica decide di impegnarsi contro l'Impero giapponese.
- 4 febbraio - Operazione Sunrise: gli americani iniziano una serie di incontri segreti col comandante delle SS a Salò, SS-Obergruppenführer Karl Wolff, che offre la resa dei tedeschi sulla base di reciproche garanzie.
- 4 febbraio - 11 febbraio: Franklin Delano Roosevelt, Winston Churchill e Iosif Stalin si incontrano alla Conferenza di Jalta.
- 7 febbraio - inizio dell'Eccidio di Porzûs.
- 9 febbraio - Walter Ulbricht diventa il leader dei comunisti tedeschi di Mosca.
- 9 febbraio - Paraguay, Perù, Ecuador, e Cile dichiarano guerra al Giappone.
- 13 febbraio - Fine della battaglia di Budapest: la città viene completamente conquistata dalle truppe sovietiche. Resa o distruzione delle forze tedesco-ungheresi accerchiate.
- 13 febbraio - Bombardamento di Dresda: la città bruciò per più di una settimana. 35.000 morti ed oltre 200.000 rifugiati oltre alla distruzione del patrimonio storico ed artistico della città, fra cui la prima versione del «San Matteo e l'Angelo» di Caravaggio ed altre opere di rilevanza mondiale.
- 16 febbraio - Truppe americane sbarcano a Corregidor nelle Filippine.
- 16 febbraio - Truppe americane riconquistano la penisola di Bataan.
- 16 -17 febbraio - Venezuela, Egitto, Libano, Turchia, Siria, e Uruguay dichiarano guerra a Germania e Giappone.
- 19 febbraio - Inizia la battaglia di Iwo Jima: più di 30.000 marines sbarcano sull'isola.
- 23 febbraio - Battaglia di Iwo Jima: gli americani conquistano l'isola e issano la bandiera a stella e strisce, immortalata in una celebre fotografia.
- 23 febbraio - Manila, capitale delle Filippine, viene presa dagli americani.
- 23 febbraio - Capitolazione della guarnigione tedesca di Posen.

### Marzo
- 2 marzo - Danzica accerchiata.
- 3 marzo - I tedeschi liberano Ferruccio Parri.
- 6 marzo - Ultima controffensiva tedesca sul Fronte Orientale nel settore del lago Balaton, in Ungheria.
- 7 marzo - Truppe statunitensi costituiscono una testa di ponte sul Reno, presso Remagen, ed entrano in territorio tedesco.
- 8 marzo - Josip Broz Tito forma un governo in Jugoslavia.
- 9 marzo-10 marzo - Bombardieri B-29 americani bombardano vaste aree del Giappone. A Tokyo le bombe incendiarie provocano 100.000 morti tra i civili.
- 10 marzo - La Transilvania viene assegnata alla Romania.
- 10 marzo - Stati Uniti (Stato di Washington) - Cariche di esplosivo lanciate da un pallone bomba proveniente dal Giappone causano un'interruzione della linea d'alimentazione elettrica dell'edificio del reattore nucleare dell'Hanford Site, sede della produzione di plutonio per il Progetto Manhattan.
- 16 marzo - Battaglia di Iwo Jima: gli statunitensi completano la conquista dell'isola. Persistono sacche di resistenza giapponese.
- 16 marzo - Si conclude con una sconfitta la breve controffensiva tedesca in Ungheria.
- 17 marzo - Bombardieri B-29 americani bombardano Kōbe provocando la morte di 8.000 persone.
- 18 marzo - 1.250 bombardieri statunitensi bombardano Berlino.
- 19 marzo - Hitler ordina la distruzione sistematica di tutte le installazioni industriali, militari e civili presenti in Germania.
- 21 marzo - Truppe britanniche liberano Mandalay, Birmania.

Operazione Bowler - attacco della RAF al porto di Venezia.
- 27 marzo - L'Argentina dichiara guerra alla Germania.
- 30 marzo - Le truppe sovietiche entrano in territorio austriaco; i polacchi prendono la città tedesca di Danzica.

### Aprile
- 1º aprile - Oceano Pacifico: inizia la battaglia di Okinawa.
- 1º aprile - Incontro decisivo a Mosca tra Stalin e i marescialli Georgij Žukov e Ivan Konev per stabilire i piani definitivi dell'Armata Rossa per l'offensiva su Berlino.
- 4 aprile - Inizia la Rivolta georgiana di Texel.
- 4 aprile - Truppe americane raggiungono il campo di concentramento di Ohrdruf in Germania.
- 7 aprile - La corazzata giapponese Yamato viene affondata a nord di Okinawa.
- 9 aprile - Wilhelm Canaris, Hans Oster, e Hans Dohanyi vengono impiccati come cospiratori nel campo di concentramento di Flossenbürg, insieme al pastore Dietrich Bonhoeffer.
- 10 aprile - Truppe americane liberano il campo di concentramento di Buchenwald.
- 12 aprile - Stati Uniti: muore il Presidente degli Stati Uniti Franklin Delano Roosevelt; il vicepresidente Harry S. Truman ne assume le funzioni.
- 13 aprile - L'Armata Rossa entra a Vienna
- 13 aprile - Il generale statunitense Clark, comandante delle forze alleate in Italia, impartisce ai partigiani un nuovo ordine di smobilitazione[1].
- 15 aprile - Vengono liberati i prigionieri del campo di concentramento di Bergen-Belsen.
- 16 aprile - Inizio dell'offensiva finale dell'Armata Rossa per la conquista di Berlino.
- 20 aprile - Le truppe sovietiche raggiungono la periferia di Berlino.
- 21 aprile - I partigiani liberano Bologna.
- 23-25 aprile - Insurrezioni partigiane in Italia settentrionale e liberazione di Genova, Milano e Torino.
- 24 aprile - Gli Alleati attraversano il Po ed effettuano bombardamenti massicci sul territorio veneto.
- 25 aprile - Il segretario alla Guerra statunitense Henry L. Stimson per la prima volta informa dettagliatamente il nuovo presidente Harry Truman delle caratteristiche e l'importanza della bomba atomica, la nuova arma rivoluzionaria dell'arsenale americano.
- 25 aprile - Il CLN proclama l'insurrezione generale nell'Italia del Nord.
- 25 aprile - Le truppe americane e quelle sovietiche si incontrano sull'Elba a Torgau, dividendo così la Germania in due.
- 25 aprile - Le forze sovietiche completano l'accerchiamento definitivo di Berlino, dove è rimasto Hitler, chiuso nel Bunker sotto la Cancelleria.
- 27 aprile - Proclamazione di indipendenza dell'Austria.
- 28 aprile - Italia: Benito Mussolini è catturato a Dongo, sul lago di Como, dai partigiani mentre fugge travestito da tedesco (con quindici gerarchi e Clara Petacci) e passato per le armi. I loro corpi vengono appesi a testa in giù in piazzale Loreto a Milano.
- 29 aprile-3 maggio - Battaglia di Opicina
- 30 aprile - Berlino (Germania): Adolf Hitler ed Eva Braun, unitisi in matrimonio il giorno prima, si suicidano nel bunker della Cancelleria a Berlino, mentre i generali tedeschi trattano la resa a sua insaputa. Karl Dönitz viene nominato Presidente del Reich, e Joseph Goebbels Cancelliere del Reich.
- 30 aprile - Trieste: liberazione della città da parte dell'Esercito di Liberazione jugoslavo guidato da Tito.

### Maggio

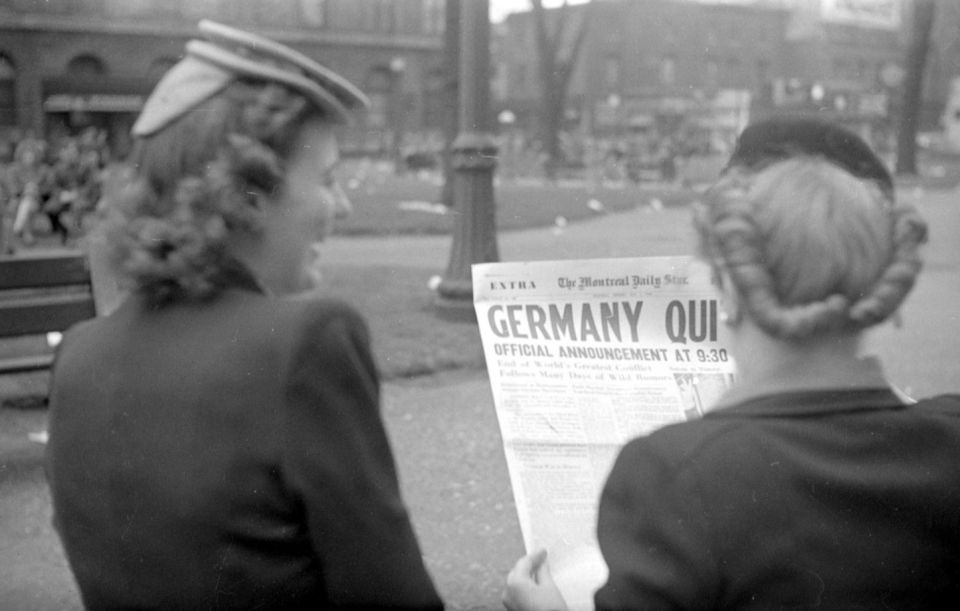
Montreal Daily Star: "Germany Quit", 7 maggio 1945.

- 1º maggio - Germania: dopo aver ucciso i propri figli, Magda e Joseph Goebbels si tolgono la vita.
- 1º maggio - Karl Dönitz nomina il Conte Lutz Schwerin von Krosigk Cancelliere del Reich.
- 1º maggio - Strage di Pedescala.
- 2 maggio - Battaglia di Berlino: l'Armata Rossa completa la conquista di Berlino. Resa delle residue forze tedesche del generale Helmuth Weidling.
- 3 maggio - Germania: lo scienziato missilistico Wernher von Braun e 120 membri del suo staff si arrendono alle forze americane.
- 4 maggio - Truppe britanniche entrano nel campo di concentramento di Neuengamme, presso Amburgo.
- 5 maggio - Gli americani entrano nel campo di concentramento di Mauthausen-Gusen (tra i prigionieri: Simon Wiesenthal)
- 5 maggio - Insurrezione di Praga.
- 5 maggio - Truppe canadesi prendono Amsterdam.
- 5 maggio - Battaglia per il Castello di Itter, l'unica combattuta da tedeschi al fianco degli alleati.
- 5 maggio - Il Grandammiraglio Karl Dönitz ordina a tutti gli U-Boot di sospendere le operazioni offensive e di fare rientro alle proprie basi.
- 5 maggio - Stati Uniti (Bly, Contea di Klamath, Oregon): Un gruppo di cinque giovani e la moglie di un pastore in gita parrocchiale rimangono uccisi da un pallone bomba giapponese arenato sul posto; sono le uniche vittime di questo tipo di arma, nonché le uniche vittime civili in territorio americano durante la guerra.
- 7 maggio - Alfred Jodl firma la resa incondizionata delle forze armate tedesche a Reims.
- 8 maggio - Wilhelm Keitel firma una seconda resa incondizionata a Berlino, al quartier generale sovietico del maresciallo Georgij Žukov. Fine della guerra in Europa.
- 8 maggio - Truppe britanniche e forze partigiane slovene si congiungono a Klagenfurt.
- 9 maggio - Vengono catturati Hermann Göring, e in Norvegia, Vidkun Quisling.
- 9 maggio - L'Armata Rossa entra a Praga.
- 15 maggio - Austria: Inizio del massacro di Bleiburg.
- 23 maggio - Karl Dönitz e il Conte Lutz Schwerin von Krosigk vengono formalmente arrestati dalle truppe inglesi a Flensburgo.
- 23 maggio - Heinrich Himmler, catturato dalle forze britanniche, si suicida.
- 31 maggio - Il cosiddetto Interim Committee presenta al presidente Truman le sue conclusioni favorevoli all'impiego immediato e senza preavviso della nuova bomba atomica contro il Giappone.

### Giugno
- 6 giugno - Norvegia: il re Haakon VII di Norvegia riprende il trono.
- 19 giugno - Dopo l'ultimatum francese, Siria e Libano si rifiutano di tornare sue colonie.
- 21 giugno - Termina la battaglia di Okinawa.

### Luglio

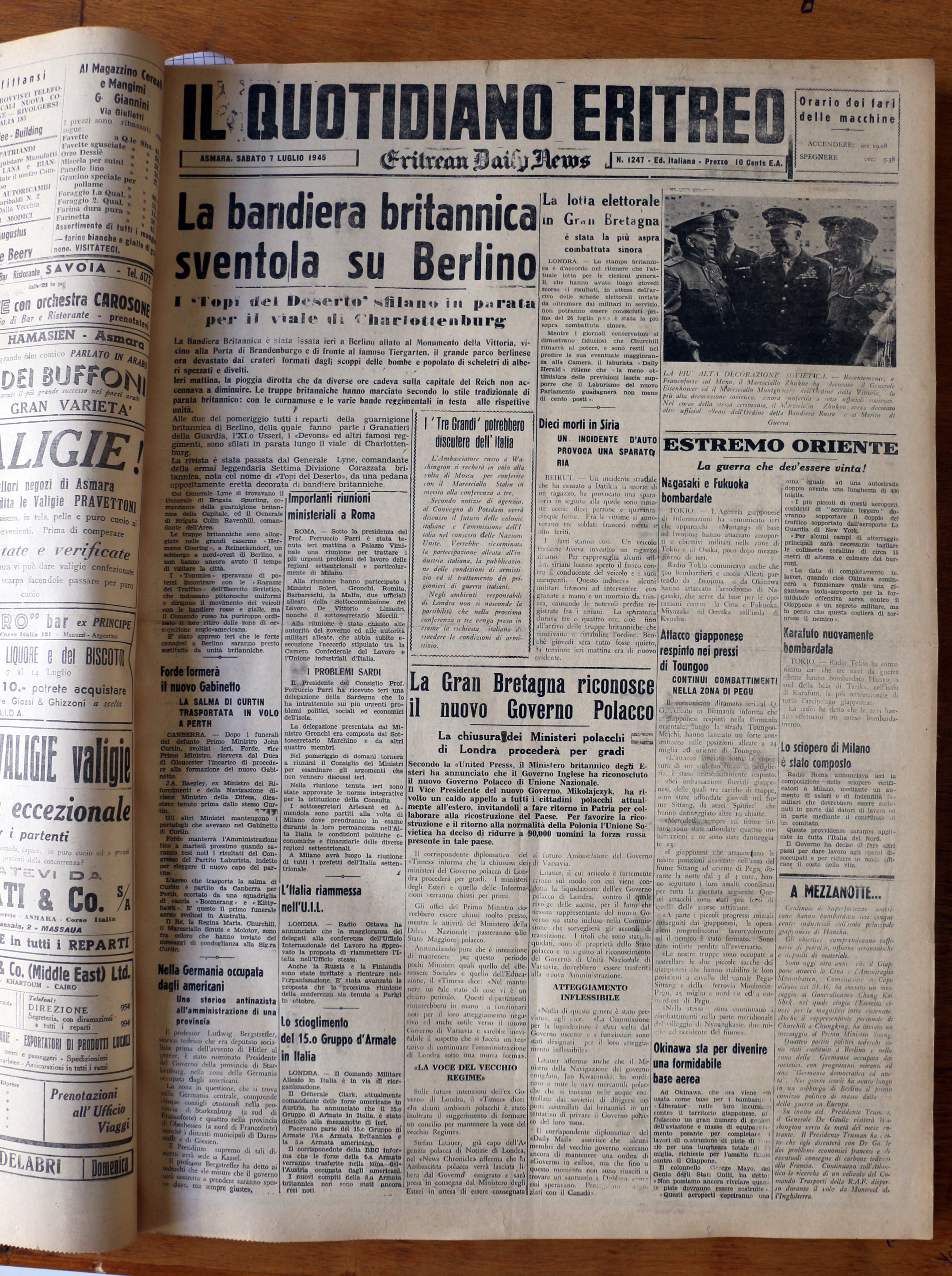
La presa di Berlino sulla prima pagina di un quotidiano del 7 luglio 1945

- 1º luglio - Il territorio tedesco è diviso in quattro zone d'occupazione, assegnate a Stati Uniti, Gran Bretagna, URSS e Francia.
- 3 luglio - I russi iniziano ad evacuare la Polonia.
- 6-7 luglio - Massacro di Schio.
- 8 luglio - La Norvegia dichiara guerra al Giappone.
- 8 luglio - Giunge una nota informativa al neopresidente statunitense Harry Truman, secondo la quale l'Impero giapponese sarebbe disposto ad arrendersi in cambio della salvezza dell'Imperatore.[senza fonte]
- 13 luglio - L'Italia dichiara guerra al Giappone.[2]
- 16 luglio - Stati Uniti: nel deserto del Nuovo Messico si svolge il Trinity test, la prima esplosione di una bomba atomica.
- 17 luglio - Inizio della Conferenza di Potsdam; gli Alleati determinano il futuro della Germania.
- 21 luglio - Il presidente Truman approva l'ordine di utilizzo della bomba atomica sul Giappone.
- 23 luglio - Il Maresciallo Philippe Pétain presidente della Repubblica di Vichy viene arrestato con l'accusa di tradimento.
- 26 luglio - Il presidente Harry Truman fa cancellare, dal Documento finale della Conferenza di Potsdam, l'articolo 12 sulle condizioni di pace per il Giappone, col quale si concede alla nazione sconfitta, in cambio della resa incondizionata, di mantenere in carica l'Imperatore.
- 28 luglio - Il governo dell'Impero giapponese respinge la Dichiarazione di Potsdam.

### Agosto

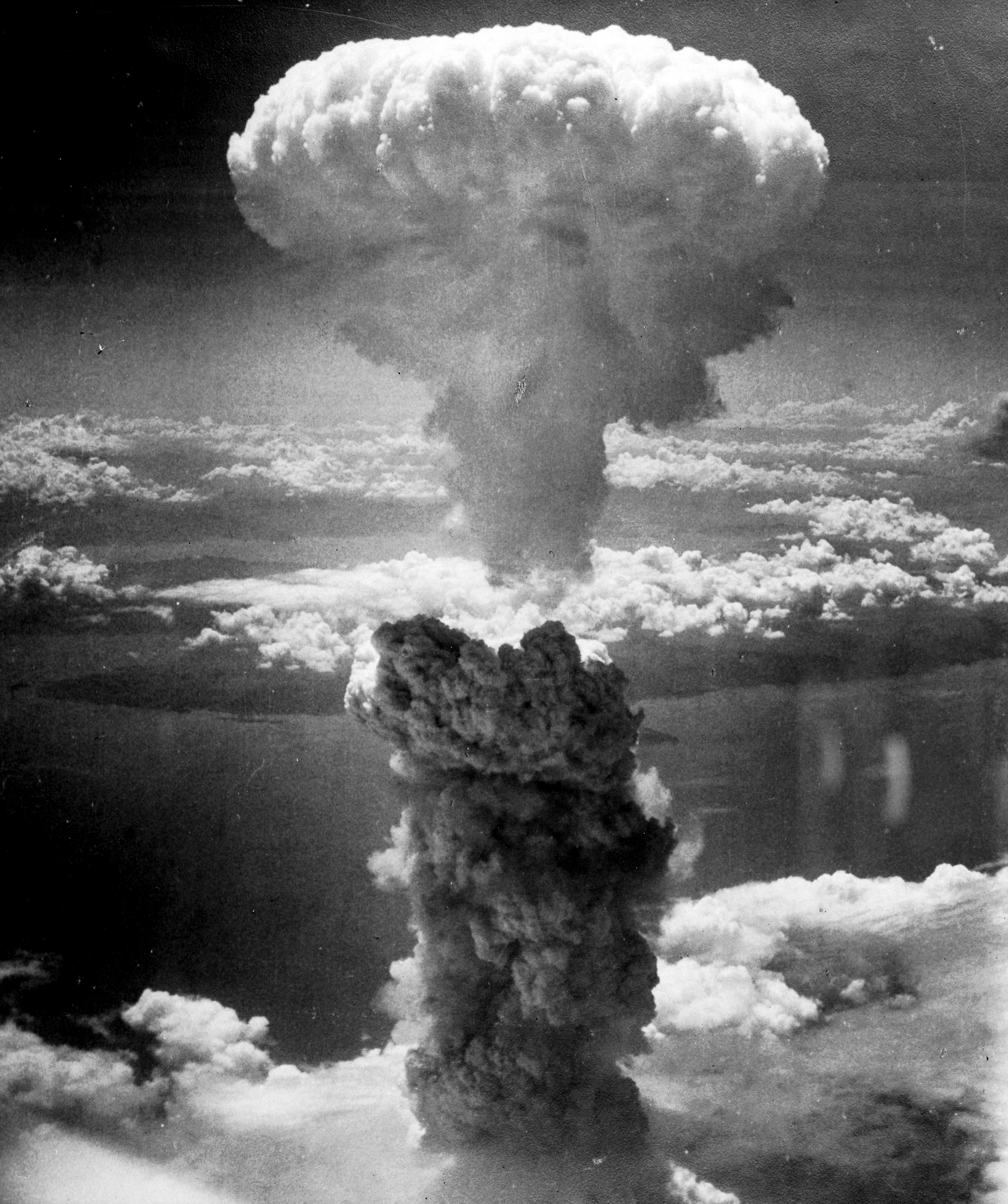
Il fungo dopo il bombardamento su Nagasaki a 18 km dal suolo.

- 6 agosto - Hiroshima (Giappone): il bombardiere statunitense Enola Gay sgancia la prima bomba atomica (Little Boy), causando circa 150.000 vittime.
- 8 agosto - Unione Sovietica/Giappone: L'Unione Sovietica dichiara guerra all'Impero giapponese e invade la Manciuria
- 9 agosto - Nagasaki (Giappone): gli americani sganciano la seconda bomba atomica (Fat Man).
- 15 agosto - Giappone: capitolazione dell'Imperatore Hirohito. Fine della guerra anche sull'ultimo fronte rimasto.
- 16 agosto - Un trattato russo-polacco delimita le nuove frontiere.

### Settembre
- 2 settembre - Il governo dell'Impero giapponese riconosce ufficialmente la propria disfatta e firma sulla corazzata americana Missouri la propria capitolazione. Finisce così la seconda guerra mondiale.
- 9 settembre - Isole Svalbard: L'ultima unità della Wehrmacht, dispiegata alla stazione meteo Haudegen, si arrende agli alleati.

### Ottobre
- 18 ottobre - Inizio del Processo di Norimberga.

### Dicembre
- 1º dicembre -Saipan: Sakae Ōba, ed altri 46 uomini considerati "Soldati fantasma", si arrende un anno e quasi 5 mesi dopo la battaglia di Saipan.